# Svarîni, Volodîmîreț
Svarîni (în ucraineană Сварині) este un sat în comuna Horodeț din raionul Volodîmîreț, regiunea Rivne, Ucraina.

## Demografie
Componența lingvistică a localității Svarîni
     Ucraineană (99,74%)
     Alte limbi (0,26%)
Conform recensământului din 2001, majoritatea populației localității Svarîni era vorbitoare de ucraineană (99,74%), existând în minoritate și vorbitori de alte limbi.